# David Bellamy
Pour les articles homonymes, voir Bellamy.
David James Bellamy, né le 18 janvier 1933 à Londres et mort le 11 décembre 2019 dans le comté de Durham, est un botaniste et écrivain britannique, militant pour la défense de l'environnement.

## Biographie
David Bellamy est né des parents Thomas Bellamy et Winifred May Bellamy le 18 janvier 1933 . Enfant, il avait espéré être danseur de ballet, mais il savait que son physique assez volumineux l'arrêterait. Bellamy est allé à l'école à Londres, fréquentant le Cheam de l'école primaire de Chatsworth Road, le Cheam Road Junior School et le Sutton County Grammar School, où il a d'abord montré une aptitude pour la littérature et l'histoire anglaise ; il a ensuite trouvé sa vocation grâce à un professeur de sciences d'inspiration, étudiant la zoologie, la botanique, la physique et la chimie sous la sixième forme. 
Il a obtenu un Honours degree en Botanique au Chelsea College of Science and Technology (qui fait maintenant partie du King's College de Londres) et un doctorat au Bedford College en 1960. 
David Bellamy a été influencé par le roman de 1909 de Gene Stratton-Porter, A Girl of the Limberlost et le film de Disney Fantasia de 1940.

## Vie privée
Il a été élevé dans une famille baptiste et a conservé sa foi chrétienne toute vie.
David Bellamy vivait avec sa femme Rosemary dans les Pennines.

## Distinctions
- Officier de l'Ordre de l'Empire britannique